# Lovestrong
Lovestrong (estilizado a lovestrong.) es el álbum debut de la cantante y compositora estadounidense Christina Perri. Fue lanzado el 10 de mayo de 2011.
El primer sencillo del álbum fue Jar of Hearts. En Estados Unidos logró la posición 4 en Billboard 200.

## Recepción
Lovestrong debutó en el número cuatro en los Billboard 200 de EE. UU., con 58 000 copias vendida en su primera semana.
El 6 de octubre de 2014 alcanzó el medio millón de copias vendidas en los EE. UU.

## Canciones
Lovestrong. cuenta con tres sencillos:
"Jar of Hearts" fue el primer sencillo del álbum.
"Arms", fue lanzado el 15 de marzo de 2011 y se desempeñó como el segundo sencillo del álbum. El vídeo de la canción se estrenó el 28 de abril de 2011 en VH1.
El tercer sencillo es "Distance".

## Lista de canciones
La lista de canciones del álbum fue revelado el 21 de marzo de 2011 en la web oficial Perri. Perri compuso todas las canciones en el álbum, con la ayuda adicional de otros compositores que figuran a continuación.

| N.º | Título                        | Compositor(es)                                      | Duración |  |
| 1.  | «Bluebird»                    | Christina Perri                                     | 3:49     |  |
| 2.  | «Arms»                        | Christina Perri                                     | 4:21     |  |
| 3.  | «Bang Bang Bang»              | Christina Perri • Drew Lawrence • Barrett Yeretsian | 3:05     |  |
| 4.  | «Distance»                    | Christina Perri, David Hodges                       | 3:56     |  |
| 5.  | «Jar of Hearts»               | Christina Perri • Lawrence • Yeretsian              | 4:06     |  |
| 6.  | «Mine»                        | Christina Perri                                     | 3:33     |  |
| 7.  | «Interlude»                   | Christina Perri, Hodges                             | 0:50     |  |
| 8.  | «Penguin»                     | Christina Perri • John Anderson                     | 4:36     |  |
| 9.  | «Miles»                       | Christina Perri • Hodges • Greg Kurstin             | 4:04     |  |
| 10. | «The Lonely»                  | Christina Perri • Hodges                            | 3:53     |  |
| 11. | «Sad Song»                    | Christina Perri                                     | 4:29     |  |
| 12. | «Tragedy»                     | Christina Perri • Nick Perri                        | 4:39     |  |
| 13. | «Distance» (con Jason Mraz)   | Christina Perri • Hodges                            | 3:54     |  |
| 14. | «Backwards»                   | Christina Perri • Anderson                          | 5:20     |  |
| 15. | «Black + Blue»                | Christina Perri                                     | 4:00     |  |
| 16. | «My Eyes»                     | Christina Perri                                     | 4:16     |  |
| 17. | «Jar of Hearts» (music video) | Christina Perri • Lawrence • Yeretsian              | 4:18     |  |
| 18. | «Arms» (music video)          | Christina Perri                                     | 4:17     |  |